# Die zwei Brüder

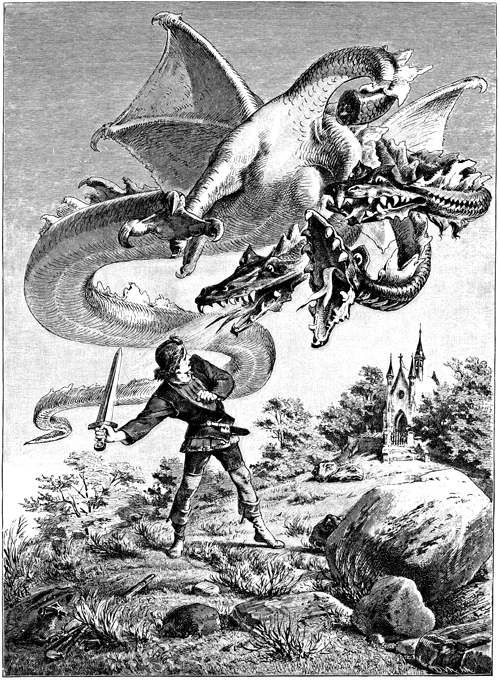
Illustration von Philipp Grotjohann

Die zwei Brüder ist ein Märchen (ATU 567, 300, 303). Es steht in den Kinder- und Hausmärchen der Brüder Grimm ab der 2. Auflage von 1819 an Stelle 60 (KHM 60) als längstes Zaubermärchen. Zudem ist es auch im lettischen, und slowakischen Sprachraum bekannt.

## Inhalt

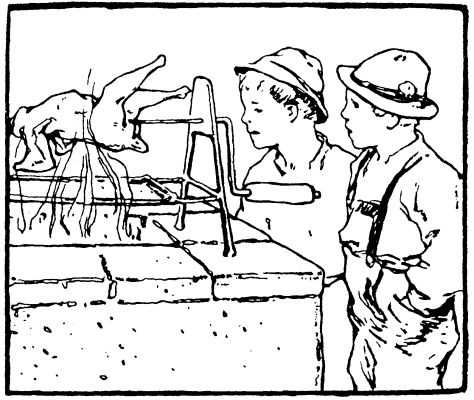
Illustration von Otto Ubbelohde, 1909

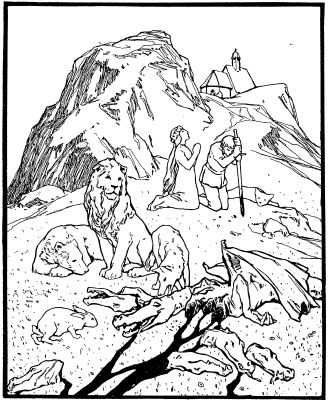
Illustration von Otto Ubbelohde, 1909

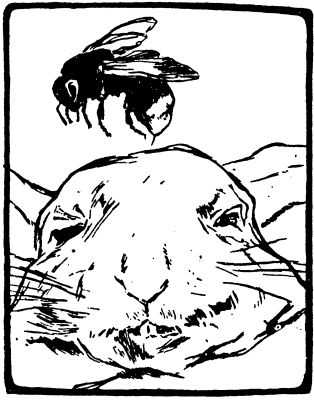
Illustration von Otto Ubbelohde, 1909

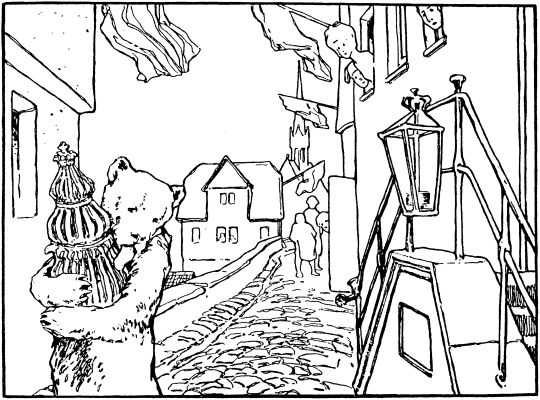
Illustration von Otto Ubbelohde, 1909

Erzählt wird von zwei Brüdern, von denen der eine ein reicher und böser Goldschmied, der andere ein armer und guter Besenbinder ist. Der Besenbinder begegnet einem Vogel, dem er eine Feder abjagt, die sich als golden erweist. Er bekommt von seinem Bruder Goldschmied dafür viel Geld. Das wiederholt sich, als er mit einem goldenen Ei des Vogels zu seinem reichen Bruder geht. Beim dritten Mal tötet der Besenbinder den Vogel und bringt ihn wiederum seinem Bruder, der ihn auch dieses Mal entlohnt und den Vogel von seiner Frau braten lässt, in dem Wissen, dass derjenige, der Herz und Leber des Vogels esse, jeden Tag ein Goldstück unter seinem Kopfkissen finden wird.
Der Besenbinder hat zwei Kinder, Zwillingsbrüder, die im Haus des Goldschmieds ab und zu etwas vom Abfall des Reichen essen dürfen und die zufällig die begehrten Teile des Vogels essen, worauf das angekündigte Glück ihnen zuteilwird. Neidisch verleumdet der Goldschmied die beiden Kinder und erreicht damit, dass der Vater sie verstößt und aus dem Haus jagt. Sie verirren sich im Wald und begegnen dort einem Jäger, der sie an Kindes statt aufnimmt, sie die Jägerei lehrt und die jeden Morgen vorgefundenen Goldstücke für die Zukunft der Kinder aufbewahrt.
Als sie alt genug sind, nimmt der Pflegevater sie mit in den Wald, prüft ihr Können und spricht sie nach bestandener Prüfung frei. Beim gemeinsamen Abendessen teilen die Brüder dem Pflegevater mit, dass sie nun in die Welt ziehen möchten, worin dieser erfreut ihr rechtes Jägertum erkennt. Er gibt jedem zum Abschied eine gute Büchse und einen Hund und sie dürfen sich von den gesparten Goldstücken so viel nehmen, wie sie wollen. Außerdem gibt er ihnen ein Messer, mit dem sie, sollten sie sich trennen müssen, bei der Rückkehr erkennen können, ob der andere noch lebt. Dazu müssen sie es in einen Baum rammen. Metallische Glätte oder Rost der Seite der Klinge, die in die jeweilige Richtung weist, in die der andere gezogen ist, zeigt dessen Leben oder Tod an.
Auf ihrer Wanderung hungrig geworden, wollen die beiden Brüder einen Hasen schießen, der aber um sein Leben bittet und ihnen dafür zwei seiner Jungen gibt, die zu töten sie aber auch nicht übers Herz bringen und die ihnen daraufhin auf dem Fuße folgen. In gleicher Art begegnen ihnen noch weitere Tiere, so dass ihnen schließlich zwei Hasen, zwei Füchse, zwei Wölfe, zwei Bären und zwei Löwen folgen und zu Diensten sind. Immer noch hungrig kaufen sie schließlich sich und ihren Tieren in einem Dorf etwas zu essen.
Da sie zusammen keine Anstellung finden, müssen sie sich trennen, teilen die Tiere zu je einem Exemplar auf, versprechen sich brüderliche Liebe bis in den Tod und stoßen das Messer, wie vom Pflegevater angewiesen, in einen Baum und ziehen einer nach Osten und einer nach Westen.
Der Jüngere kommt in eine Stadt, die in Trauer ist, weil die einzige Königstochter am folgenden Tag einem vor der Stadt lebenden siebenköpfigen Drachen geopfert werden muss, damit dieser nicht die Stadt zerstöre. Mit Hilfe seiner Tiere, eines Zaubertranks, den er in einer kleinen Kirche findet, und eines Schwerts, das vor der Kirche vergraben war, kann der Jägersjunge den Drachen besiegen. Erfreut erkennt die Königstochter in ihm den versprochenen Gemahl. Aber bevor sie zum König zurückkehren, legen sie sich erschöpft mit allen Tieren schlafen. Ein böser und gottloser Marschall findet die fest Schlafenden, schlägt dem Jäger den Kopf ab und zwingt die Königstochter durch Todesdrohung, mit ihm zurückzukehren, den Vater zu belügen und zu bestätigen, er habe den Drachen besiegt. Sie kann die Hochzeit aber noch ein Jahr hinauszögern und hofft, dass sie noch einmal etwas von ihrem lieben Jäger hören wird.
Auf dem Drachenberg erwachen nach und nach die Tiere. Ihr unterschiedliches Wissen und ihre magischen Kräfte nutzend gelingt es ihnen, den Jäger mit einer weit entfernt wachsenden Wurzel wieder zum Leben zu erwecken. Auch der zunächst falsch herum wieder aufgesetzte Kopf kann noch einmal korrekt ausgerichtet werden. Traurig zieht der Jäger mit seinen Tieren umher, bis er nach einem Jahr wieder in die Stadt kommt, in der gerade die Vermählung zwischen der Königstochter und dem Marschall vorbereitet wird. Der Jäger schickt nach und nach seine Tiere zur Königstochter, die sie an den Halsbändern erkennt, die sie selbst ihnen zum Dank geschenkt hatte, und gibt ihnen nacheinander Brot, Braten, Gemüse, Zuckerwerk und Wein des Königs mit, woran der Jäger ihre weiterhin bestehende Liebe zu ihm erkennt.
An der Hochzeitstafel fragt der König seine Tochter danach, was die wilden Tiere gewollt hätten, und da sie die Wahrheit nicht aufdecken darf, bittet sie ihn, den Herrn der Tiere an die Tafel zu bitten. Als der Marschall als Beweis seiner Taten die gestohlenen sieben Häupter des Drachen vorweist, entlarvt der Jäger ihn, indem er die sieben Zungen als Wahrzeichen des Sieges zeigt, die er den Häuptern der Drachen entrissen und in einem Taschentuch mit den Stickereien der Königstochter aufbewahrt hat. Zwölf Ratsherren sprechen ein Todesurteil über den Marschall und der König übergibt seine Tochter und sein Reich dem wahren Retter.
So leben sie eine Weile glücklich, bis der junge König in einem Zauberwald eine schneeweiße Hirschkuh jagt und ihr folgt, bis es dunkel ist und er sich verirrt. Eine frierende alte Frau, die in Wahrheit eine Hexe ist, überlistet ihn, so dass alle seine Tiere und er selbst zu Stein erstarren und von der Hexe in einen Graben gelegt werden, in dem schon andere versteinerte Wesen liegen.
Derweil schaut der Zwillingsbruder, der nicht so viel Glück gehabt hatte, nach dem Messer im Baum und sieht an der halb gerosteten Klinge, dass sein Bruder zwar noch lebt, es ihm aber sehr schlecht gehen muss. Bei seiner Suche nach ihm kommt er in die Stadt und wird aufgrund seines Aussehens und der gleichen Tiere im Gefolge mit seinem Königsbruder verwechselt. Um seinen Bruder am besten retten zu können, lässt er die Täuschung zu, nur im königlichen Bett legt er sein Schwert zwischen sich und die Gemahlin seines Bruders. Als er genug erfahren hat, folgt er den Wegen seines Bruders, gerät ebenfalls an die Hexe, fällt aber nicht auf sie herein, kann sie überwinden und den Bruder, dessen Tiere sowie eine ganze Schar von Kaufleuten, Handwerker und Hirten befreien, die alle in den Bann der Hexe geraten waren.
Die Zwillingsbrüder freuen sich von Herzen und erzählen sich auf dem Weg zurück in die Stadt ihre Geschichten. Als der Königsbruder hört, dass sein Bruder bei seiner Frau im Bett gelegen hat, schlägt er ihm aus Eifersucht den Kopf ab, was ihm aber sofort leid tut, so dass er froh ist, dass die Tiere auch dieses Mal mithilfe der Lebenswurzel den Kopf wieder aufsetzen und den Toten zum Leben erwecken können.
Zur Verblüffung der Stadtbewohner ziehen die beiden Brüder mit ihren Tieren von zwei Seiten zugleich in die Stadt ein. Die Königstochter kann anhand der Halsbänder der Tiere ihren Gemahl erkennen. Als im königlichen Bett die Gemahlin fragt, warum er denn in der letzten Nacht ein Schwert zwischen sie und sich gelegt habe, erkennt er, wie treu sein Bruder ihm war.

## Grimms Anmerkungen

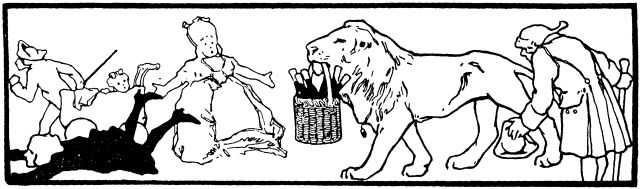
Illustration von Otto Ubbelohde, 1909

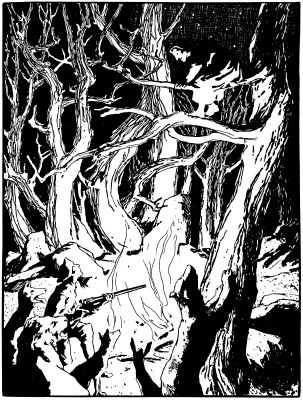
Illustration von Otto Ubbelohde, 1909

Die zwei Brüder folgt im Grundmuster einer Erzählung aus dem Paderbörnischen (wohl von Familie von Haxthausen). Zum Anfang vergleichen sie ein Bruchstück „aus Hessen“, das in der Erstauflage als Das Goldei an Stelle 60 stand (KHM 60a), und nennen noch ein serbisches Märchen („bei Wuk Nr. 26“) und ein russisches („bei Dietrich Nr. 9“). Ab der Stelle, wo der Förster die Kinder aufnimmt, folgten sie „einer trefflichen und ausführlichen Erzählung aus der hessischen Schwalmgegend“ (wohl von Ferdinand Siebert), die erst hier einsetzt.
Anderer „merkwürdiger Eingang“: Eine Prinzessin wird von Mäusen verfolgt. Der König setzt sie in einen Turm im Fluss. Einmal kommt ein Wasserstrahl durchs Fenster. Sie lässt ihre Dienerin ein Gefäß hinsetzen, sie trinken davon und gebären zwei gleiche Söhne, Wasserpeter und Wasserpaul. Sie setzen sie in einem Kasten aufs Wasser, ein Fischer fängt sie auf und erzieht sie zu Jägern. Der Rest ist wie in obiger Fassung, aber mit je nur drei Tieren und überhaupt dürftiger. Wasserpeter begegnet mit seinen Tieren einer Katze auf einem Baum, die sich mit am Feuer wärmen will und ihn drei Haare auf die Tiere legen lässt, da sind sie tot. Sie zeigt ihm zwei Brunnen mit Wasser des Todes und des Lebens, womit er die Tiere und dann den vor Eifersucht erschlagenen Bruder wiederbelebt. Die ähnliche, „vierte hessische Erzählung“ entspricht Von Johannes-Wassersprung und Caspar-Wassersprung aus der Erstauflage (KHM 74a).
Eine fünfte Erzählung: Einem Fischer fällt eine goldene Schachtel vom Himmel ins Netz, darin die zwei Knaben. Die Drachentötung erfolgt durch Wurf einer giftigen Semmel in den Rachen. Der falsche Bräutigam will den Jäger vergiften, doch die Tiere merken es. Die Hexe versteinert ihn, sein Bruder zwingt sie, ihm die Schlange unter einem Stein zu zeigen, mit deren Fett er ihn einreiben muss.
In einer sechsten Erzählung „aus Zwehrn“ (wohl von Dorothea Viehmann) haben drei Schwestern drei Ziegen. Ihr Bruder hütet sie und tauscht sie an drei Tagen bei einem Jäger gegen drei Hunde, unterwegs kommen Hase, Reh und Bär dazu. In einem kleinen Waldhaus warnt ihn eine Alte vor zwölf Räubern, doch er verlässt sich auf seine Tiere. Die Räuber kommen, tun freundlich, aber legen zum Essen ihre Messer falsch herum, er richtig. „Warum legst du dein Messer nicht wie wir?“ „Ich legs wie ein Jäger, ihr aber legts wie Spitzbuben.“ Sie wollen ihn töten, die Tiere zerreißen sie. Der Rest ist wieder wie oben. Bei der Hochzeit bitten die Tiere, dass er ihnen den Kopf abhaue, dann sind sie erlöst (wie in KHM 57 Der goldene Vogel).
Sie zählen noch viele Literaturstellen auf und führen das Märchen auf die Sigurdsage und die Sage von den Blutsbrüdern zurück. Zu dem Messer, womit vielleicht ursprünglich die Ader zur Blutsbrüderschaft geritzt wurde, verweisen sie auf die Anmerkung zu KHM 97 Das Wasser des Lebens, zur Versteinerung auf KHM 6 Der treue Johannes, zum Drachenkampf auf Thors Kampf gegen die Midgardschlange.

## Versionen
Eine vollständige plattdeutsche Variante des Märchens findet sich in Gustav Grannas’ Plattdeutsche Volkserzählungen aus Ostpreußen. Gesammelt und herausgegeben. (Marburg 1957, S. 73, Nr. 28). Diese wurde 1932 nach der Erzählung des Drainagearbeiters Franz Sambraus in Mundart aufgezeichnet und trägt im Deutschen den Titel Vom goldenen Vogel. Eine lettische Version, die in den achtziger Jahren des 19. Jahrhunderts im Kreis Tukums aufgezeichnet wurde und in dem Werk Lettische Märchen und Sagen, Nach Ansis Lerhis-Puškaitis und anderen Quellen zusammengestellt und redigiert von Prof. P. Šmits (Riga 1925–1937, 15 Bände) erschien, erhielt im Deutschen den Titel Die beiden Brüder und der goldene Vogel.
Ján Kollárs slowakische Version, die aus dem ersten Band seines Werkes Národnie spievanky (Volkslieder, 2 Bände, Bratislava 1953, Nr. 35 D) stammt, zeichnete ebenjener spätestens 1834 in Rimavská Píla, Kreis Rimavská Sobota nach einer Erzählung der Lehrerstochter Antonia Mrlianová auf. Kollárs Märchentext ist einer der ersten, der in domáca reč, einer der Vorstufen der slowakischen Schriftsprache, aufgezeichnet wurde und der älteste vollständige slowakische Text über den Märchentyp „Die zwei Brüder“. Im Deutschen bekam er den Titel Drei Brüder.

## Vergleiche

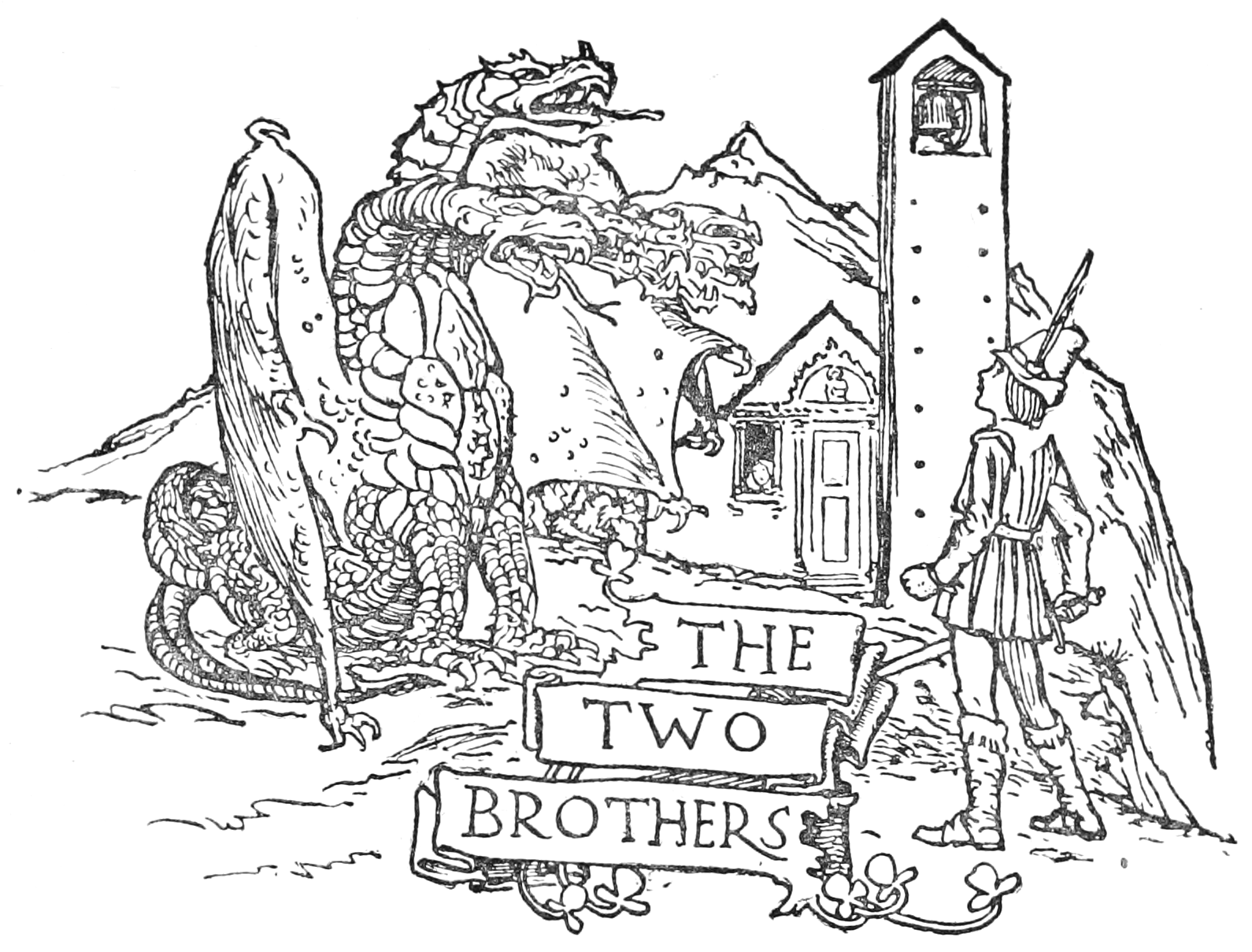
Illustration von Robert Anning Bell, 1912

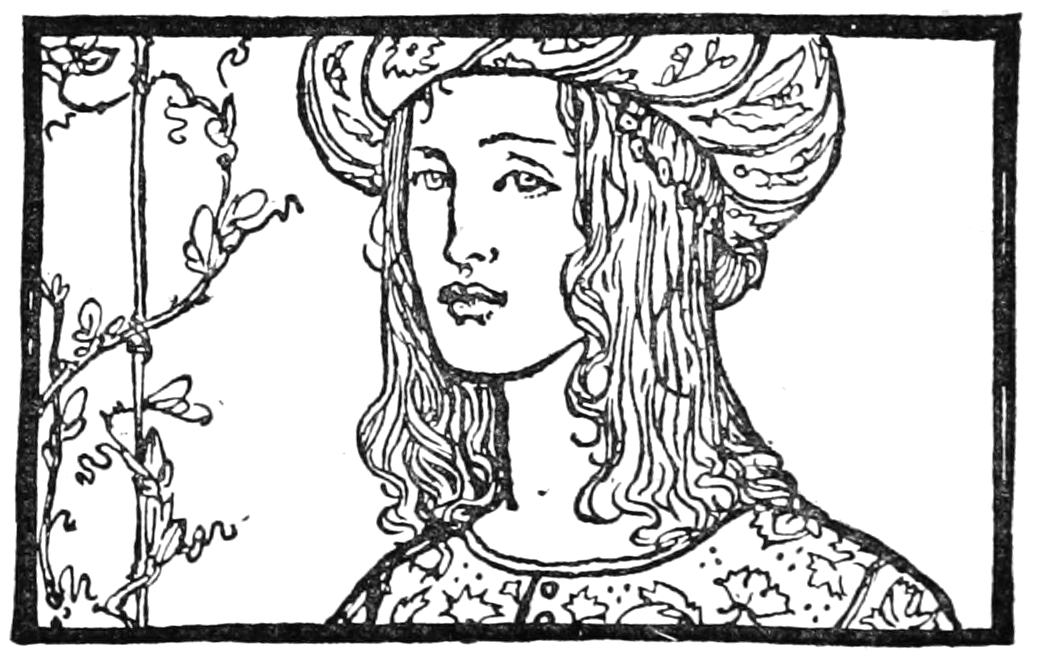
Illustration von Robert Anning Bell, 1912

KHM 85 Die Goldkinder, KHM 122 Der Krautesel, KHM 74a Von Johannes-Wassersprung und Caspar-Wassersprung, KHM 104a Die treuen Tiere. In Giambattista Basiles Pentameron I,7 Der Kaufmann, I,9 Die hinterlistige Hirschkuh, IV,1 Der Stein des Gockels. In Ludwig Bechsteins Deutsches Märchenbuch Nr. 49 Die drei Hunde und in Neues deutsches Märchenbuch Der Wandergeselle, zu den Zungen auch in Ulrich Jahns Volksmärchen aus Pommern und Rügen Nr. 18 Das Wolfskind, zum Drachentöter auch Nr. 62 Der Kaufmann und die Seejungfrau.
Wichtigste Quelle für den Märchenstoff von Die zwei Brüder ist das ägyptische Märchen über Bata – worüber sich auch Die zwei Brüder mit dem Grimmmärchen Die Goldkinder verbindet. Die Erzähltradition des Batamärchens entfaltet sich weiter auf der Linie des Zweibrüdermärchens.
Der Beweis der Drachentötung durch dessen Zungen findet sich auch in antiken Sagen und im Mittelalter bei Tristan und Isolde, vgl. auch KHM 111 Der gelernte Jäger. Trennung und Wiedererkennung sind beliebtes Strukturschema schon in hellenistischen Romanen und vielen Märchen der Brüder Grimm wie diesem.

## Interpretation

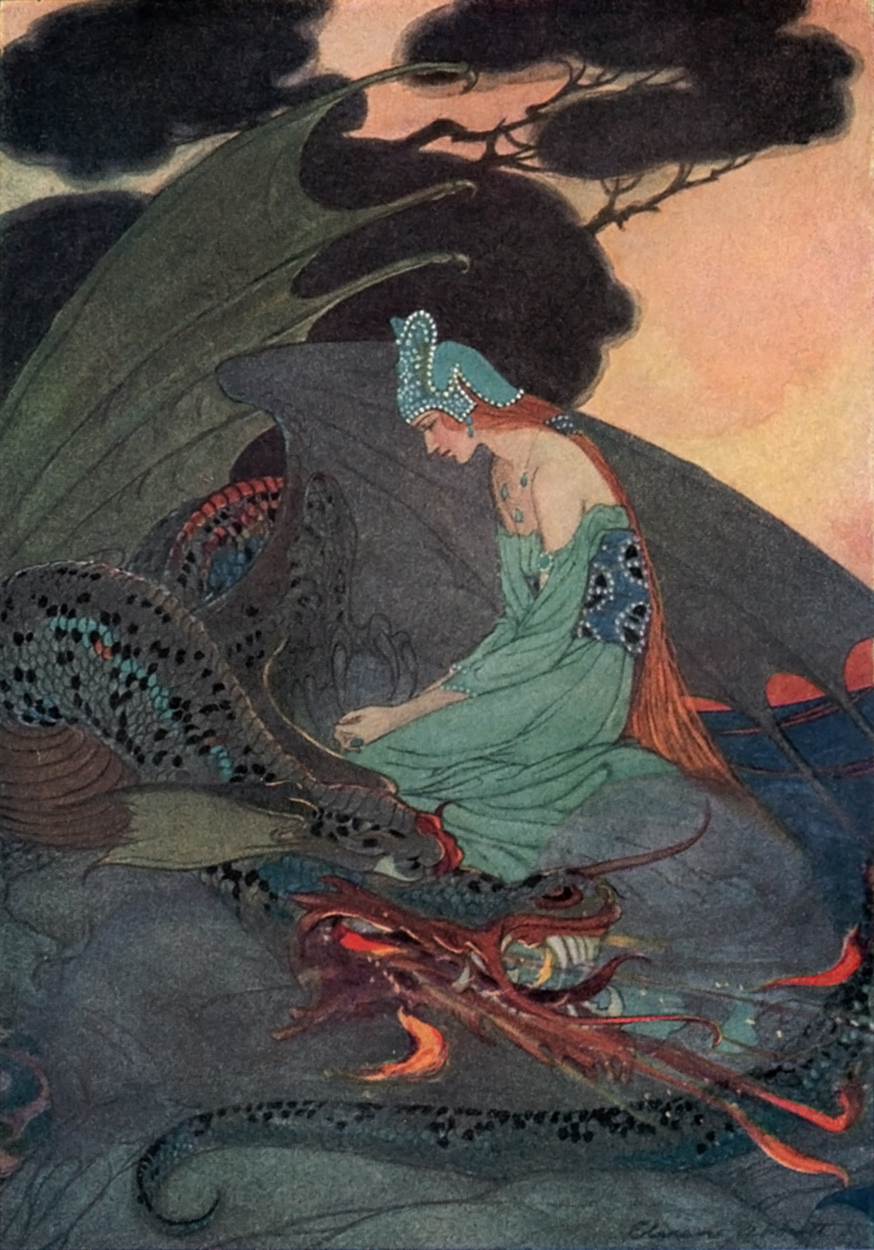
Illustration von Elenore Abbott, 1920

Nach Wilhelm Salber suchen die Akteure das bewegliche Material prägende Figuren, wobei es zu Doppelungen, Teilungen, Spiegelungen und Brechungen kommt. Eine psychoanalytische Interpretation legt Eugen Drewermann vor, der dieses Märchen als prototypisch für alle Märchen ansieht. Es enthalte alle wichtigen Märchenmotive und beschreibe den abenteuerlichen Weg eines Mannes, der von der zwiespältigen Gestalt des Vaters als Besenbinder und Goldschmied zur Einheit mit sich selbst in der Liebe heranreife. Es sei ein Männermärchen jenseits der Heldenrolle.

## Bilder
Kay Nielsen schuf ein sehr vielschichtiges Märchenbild zu Grimms Die zwei Brüder. In seiner filigranen und motivreichen Malweise stellt Nielsen hier den Drachenkampf in das Zentrum des Geschehens, wie in einem Tabernakel kauert im Hintergrund die blonde Prinzessin unter einem Baldachin aus gotischen Strebebögen und Turmspitzen. Unterhalb der bühnenartig sich präsentierenden Drachenkampfszene auf dem Felsen tummeln sich die helfenden Tiere: Hase, Löwe Wolf, Bär, Adler und Fuchs. Der verräterische Hofmarschall mit Federhut schaut mit intriganter Vorsicht ums Eck. Der kleine Hase lugt besorgt nach seinem Herrn über den Bühnenrand des Felsplateaus.
Nielsen kennzeichnete das Bild mit dem Märchenzitat „Then the dragon made a dart at the hunter, but he swung his sword round and cut off three of the beast’s head.“ (Im Märchenoriginal: „Da fuhr der Drache gegen den Jäger, aber er schwang sein Schwert, daß es in der Luft sang, und schlug ihm drei Köpfe ab.“)

## Film
- Der dritte Prinz bzw. Treti Princ nach Karel Jaromír Erben, ČSSR 1982 mit Libuse Safránková als Prinzessin Milena und ihre Schwester, Pavel Trávnícek als Zwillingsbrüder und Nada Konvalinková – dieser Film führt teilweise Motive aus Die zwei Brüder aus – allerdings liegt hier die Märchenerzählung auf dem Zwillingsmotiv, ein Drache taucht nicht auf. – Das Märchen von Karel Jaromír Erben O dvou bratřích, nach dem dieser Film gedreht wurde, kann als Variante zu Die zwei Brüder interpretiert werden. Der Drache aus dem Grimmmärchen Die zwei Brüder findet sich im tschechischen Märchen Prinz Bajaja.
- Prinz Bajaja bzw. Princ Bajaja unter der Regie von Antonín Kachlík ČSSR 1971 mit Ivan Palúch als Bajaja und Magda Vášáryová als Prinzessin Slavena; Märchen nach Božena Němcová – Das Bajaja-Märchen von Němcová streift das Zwillingsmotiv nur am Rand, führt aber das Drachenmotiv von Die zwei Brüder umfassend aus. Im Märchenfilm ist das bei Němcovás Bajaja verkümmerte Zwillingsmotiv ganz weggefallen. Allerdings verbindet sich das Bajaja-Märchen im Film wie bei Němcová dem Märchen Der Eisenhans.